# Моревка (Нижньогородська область)
Моревка (рос. Моревка) — присілок в Сеченовському районі Нижньогородської області Російської Федерації.
Населення становить 20 осіб. Входить до складу муніципального утворення Василєвська сільрада.

## Історія
Від 2009 року входить до складу муніципального утворення Василєвська сільрада.

## Населення
| 2002 | 2010 |
| ---- | ---- |
| 23   | ↘20  |